# Phylledestes vorax
Phylledestes vorax är en fjärilsart som beskrevs av Cockerell 1907. Phylledestes vorax ingår i släktet Phylledestes, ordningen fjärilar, klassen egentliga insekter, fylumet leddjur och riket djur. Inga underarter finns listade i Catalogue of Life.